# Hallgeir Engebråten
Hallgeir Engebråten (* 17. Dezember 1999 in Kongsvinger) ist ein norwegischer Eisschnellläufer.

## Werdegang
Engebråten startete international erstmals bei den Europameisterschaften 2018 in Kolomna und belegte dabei den 21. Platz über 1500 m und den 15. Rang über 5000 m. Im folgenden Jahr gewann er bei den Juniorenweltmeisterschaften in Baselga di Piné die Silbermedaille über 5000 m und die Goldmedaille in der Teamverfolgung. Zu Beginn der Saison 2019/20 lief er in Minsk seine ersten Weltcuprennen, die er jeweils in der B-Gruppe auf dem 22. Platz über 5000 m und auf dem 17. Rang über 1500 m beendete. Im weiteren Saisonverlauf holte er bei den Europameisterschaften 2020 in Heerenveen die Bronzemedaille in der Teamverfolgung und errang bei den Einzelstreckenweltmeisterschaften 2020 in Salt Lake City den siebten Platz in der Teamverfolgung. Nach ersten Plätzen bei den norwegischen Meisterschaften über 5000 und 10.000 m zu Beginn der Saison 2020/21, wurde er bei den Europameisterschaften 2021 in Heerenveen Fünfter im Großen Vierkampf. Im Weltcup holte er dort, nach Platz zwei beim ersten Weltcup in der Teamverfolgung, beim zweiten Weltcup in der Teamverfolgung seinen ersten Weltcupsieg. Zudem kam er in den Einzelrennen mehrmals unter die ersten Zehn und erreichte damit den neunten Platz im Gesamtweltcup über 5000/10.000 m und den vierten Rang im Gesamtweltcup über 1500 m. Beim Saisonhöhepunkt, den Einzelstreckenweltmeisterschaften 2021 in Heerenveen, wurde er Zwölfter über 5000 m, Zehnter über 1500 m und Vierter in der Teamverfolgung.

## Weltcupsiege im Team
| Nr. | Datum           | Ort          |
| --- | --------------- | ------------ |
| 1.  | 29. Januar 2021 | Heerenveen 1 |

## Persönliche Bestzeiten
- 500 m: 36,37 s (aufgestellt am 9. März 2024 in Inzell)
- 1000 m: 1:11,08 min (aufgestellt am 16. März 2019 in Calgary)
- 1500 m: 1:43,71 min (aufgestellt am 11. Dezember 2021 in Calgary)
- 3000 m: 3:41,25 min (aufgestellt am 24. Oktober 2020 in Stavanger)
- 5000 m: 6:09,21 min (aufgestellt am 24. Januar 2021 in Heerenveen)
- 10.000 m: 12:55,42 min (aufgestellt am 10. März 2024 in Inzell)